# Даудна, Дженнифер
Дже́ннифер Энн Да́удна (англ. Jennifer Anne Doudna; род. 19 февраля 1964, Вашингтон) — американский биохимик и генетик, исследователь геномики, одна из создателей технологии редактирования генома CRISPR-Cas9. Труды в основном посвящены структурной биологии и биохимии. Лауреат Нобелевской премии по химии (2020, совместно с Эмманюэль Шарпантье) за разработку метода редактирования генома.
Получила известность как исследователь РНК-интерференции и первооткрыватель техники редактирования генома CRISPR. В 2012 году в своём труде Даудна и Эмманюэль Шарпантье стали первыми, кто предположил, что механизм CRISPR/Cas9 может быть использован для запрограммированного редактирования генов, что расценивается как одно из наиболее значительных открытий в истории биологии.
Доктор философии (1989), профессор Калифорнийского университета в Беркли, исследователь Медицинского института Говарда Хьюза (с 1997), член Национальных Академии наук (2002) и Медицинской академии (2010) США, иностранный член Лондонского королевского общества (2016).

## Биография
Когда ей было семь лет, их семья переехала на Гавайи. Там её отец начал преподавать английскую литературу в Гавайском университете, а мать — историю в местном колледже. Голубоглазая Дженнифер чувствовала себя чуждой среди большинства тамошних детей, имевших полинезийское и азиатское происхождение, и часто «уходила» в чтение книг, или же исследовала изрезанный вулканический ландшафт, пляжи и пышную растительность острова.
Окончила Помонский колледж, получив в 1985 году степень бакалавра химии. В 1989 году получила степень доктора философии по биохимии в Гарвардской медицинской школе — под началом Джека Шостака, впоследствии нобелевского лауреата 2009 года. Её докторские исследования фокусировались на РНК.
С 2002 года работает в Калифорнийском университете в Беркли, где ныне — профессор химии и молекулярной и клеточной биологии.
Член Американской академии искусств и наук (2003), феллоу National Academy of Inventors (2014) и Академии Американской ассоциации исследований рака (AACR Academy, 2017).
Автор более 200 научных работ.
В 2017 году вышла книга Дженнифер Даудны (в соавторстве с Сэмюелем Стернбергом) «Трещина в мироздании. Редактирование генома: невероятная технология, способная управлять эволюцией»; переведена на русский язык (2019).
Супруг Джейми Кейт — профессор в Калифорнийском университете в Беркли, сын — Эндрю Даудна-Кейт (2002 г. р.).

## Награды и отличия
См. также «Список отличий Дженнифер Даудны» в английском разделе.
- 1996 — Beckman Young Investigators Award[англ.]
- 1999 — Премия Уильяма Бейкера за инициативы в исследовании[англ.]
- 2000 — Премия Алана Уотермана
- 2001 — Eli Lilly Award in Biological Chemistry[англ.]
- 2013 — Mildred Cohn Award in Biological Chemistry, ASBMB[англ.] (первый удостоенный)
- 2014 — Премия Пола Янссена за биомедицинское исследование[англ.]
- 2014 — Lurie Prize in Biomedical Sciences[англ.]
- 2014 — Gabbay Award[англ.]
- 2015 — Премия за прорыв в области медицины
- 2015 — Премия Грубера
- 2015 — Премия принцессы Астурийской
- 2015 — Премия Мэссри
- 2015 — Thomson Reuters Citation Laureate по химии
- 2015 — Вошла в список Time 100
- 2016 — Премия Л’Ореаль — ЮНЕСКО «Для женщин в науке»[14]
- 2016 — Премия Пауля Эрлиха и Людвига Дармштадтера[нем.]
- 2016 — Международная премия Гайрднера
- 2016 — Премия Фонда Уоррена Алперта[англ.]
- 2016 — Премия Хейнекена
- 2016 — Премия Диксона (медицинская)
- 2016 — Премия Тан
- 2016 — HFSP Премия Накасонэ[нем.] (совместно с Эмманюэль Шарпантье)
- 2016 — BBVA Foundation Frontiers of Knowledge Award
- 2016 — Медаль Джона Скотта Филадельфии
- 2016 — Kavli Lecturer, CSSP[15]
- 2017 — Премия Японии
- 2017 — Медаль Ф. А. Коттона[нем.]
- 2017 — Премия медицинского центра Олбани
- 2017 — Премия Диксона (научная)
- 2017 — Carl Sagan Prize for Science Popularization[англ.]
- Hans Neurath Lecture (2017)
- Медаль Круна Лондонского королевского общества (2018)
- 2018 — Премия НАН США по химическим наукам[англ.]
- 2018 — Fiat Lux Faculty Award, Cal Alumni Association
- 2018 — Премия Кавли одноимённого фонда (совместно с Э. Шарпантье и В. Шикшнисом)
- 2018 — Pearl Meister Greengard Prize[англ.], Рокфеллеровский университет
- 2018 — Lila Gruber Memorial Cancer Research Award, Американская академия дерматологии[англ.]
- 2018 — Медаль Почёта Американского общества рака
- 2018 — Премия Харви
- 2019 — Lui Che Woo Prize[англ.]
- 2019 — Премия Ниренберга, Scripps Institution of Oceanography[англ.][16]
- 2019 — Microbiology Society Prize Medal[англ.]
- 2020 — Премия Вольфа по медицине
- 2020 — Стипендия Гуггенхайма[17]
- 2020 — Vanderbilt Prize in Biomedical Science[18]
- 2020 — Нобелевская премия по химии
- 2025 — Национальная медаль США в области технологий и инноваций[19]

Почётный доктор Йеля (2016) и Гонконгского университета (2017).